# Mitsubishi Fusō Fighter

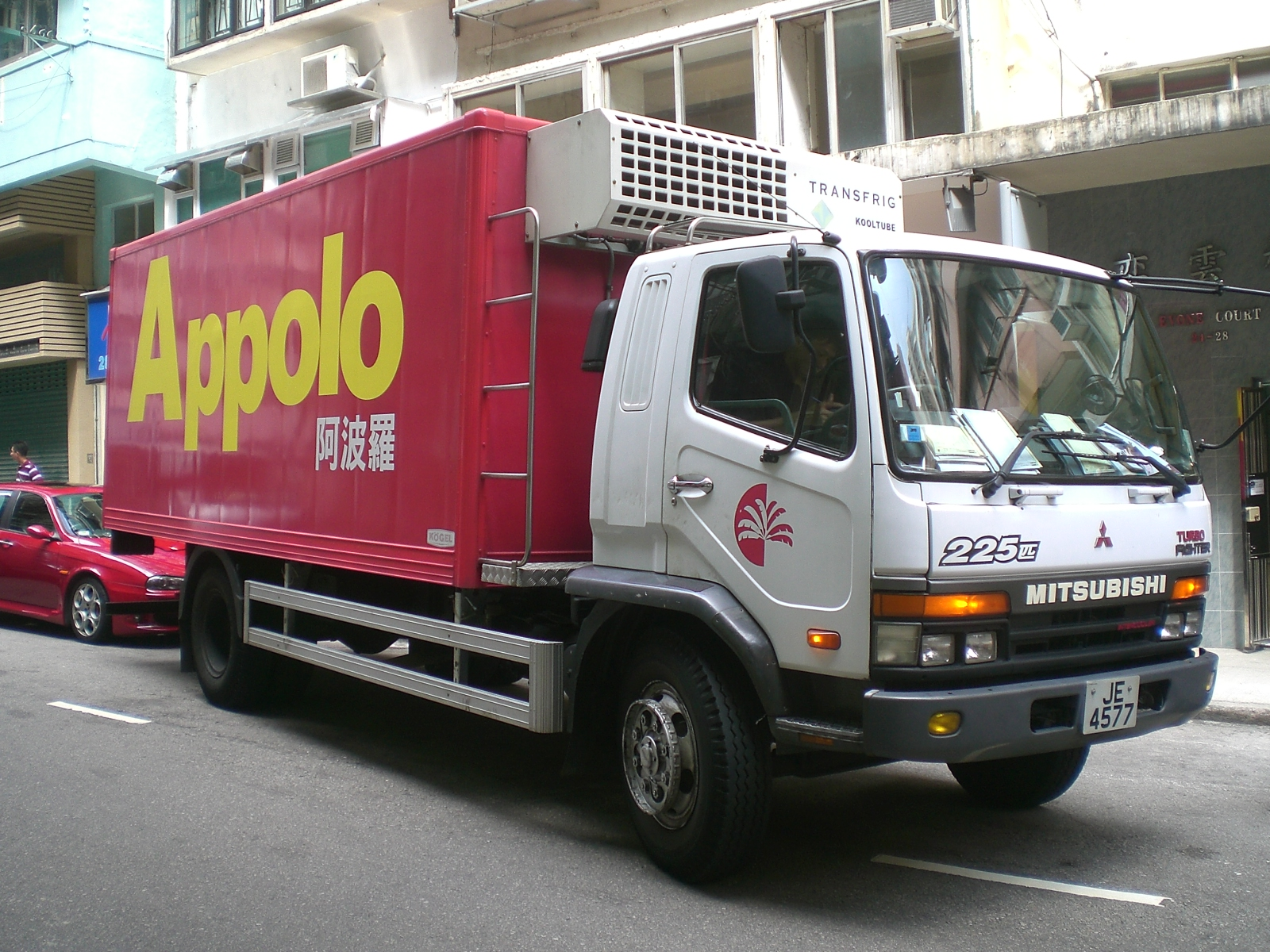
Der Mitsubishi Fuso Fighter

Der Mitsubishi Fusō Fighter (jap. 三菱 ふそう·ファイター, Mitsubishi Fusō Faitā) ist eine Reihe von mittelschweren Nutzfahrzeugen des Herstellers Mitsubishi Fuso Truck and Bus Corporation. Der größte Bereich war vor allem die Herstellung von Lastwagen. In den Vereinigten Staaten sind ihre Hauptkonkurrenten der Bering MD, Chevrolet W-Serie, GMC W-Series, Isuzu FRR/FSR/FTR und der UD 2000/2300. In Japan konkurrieren der Isuzu Forward, Nissan Diesel Condor und der Hino Ranger.

## Galerie einiger Ausstattungsvarianten

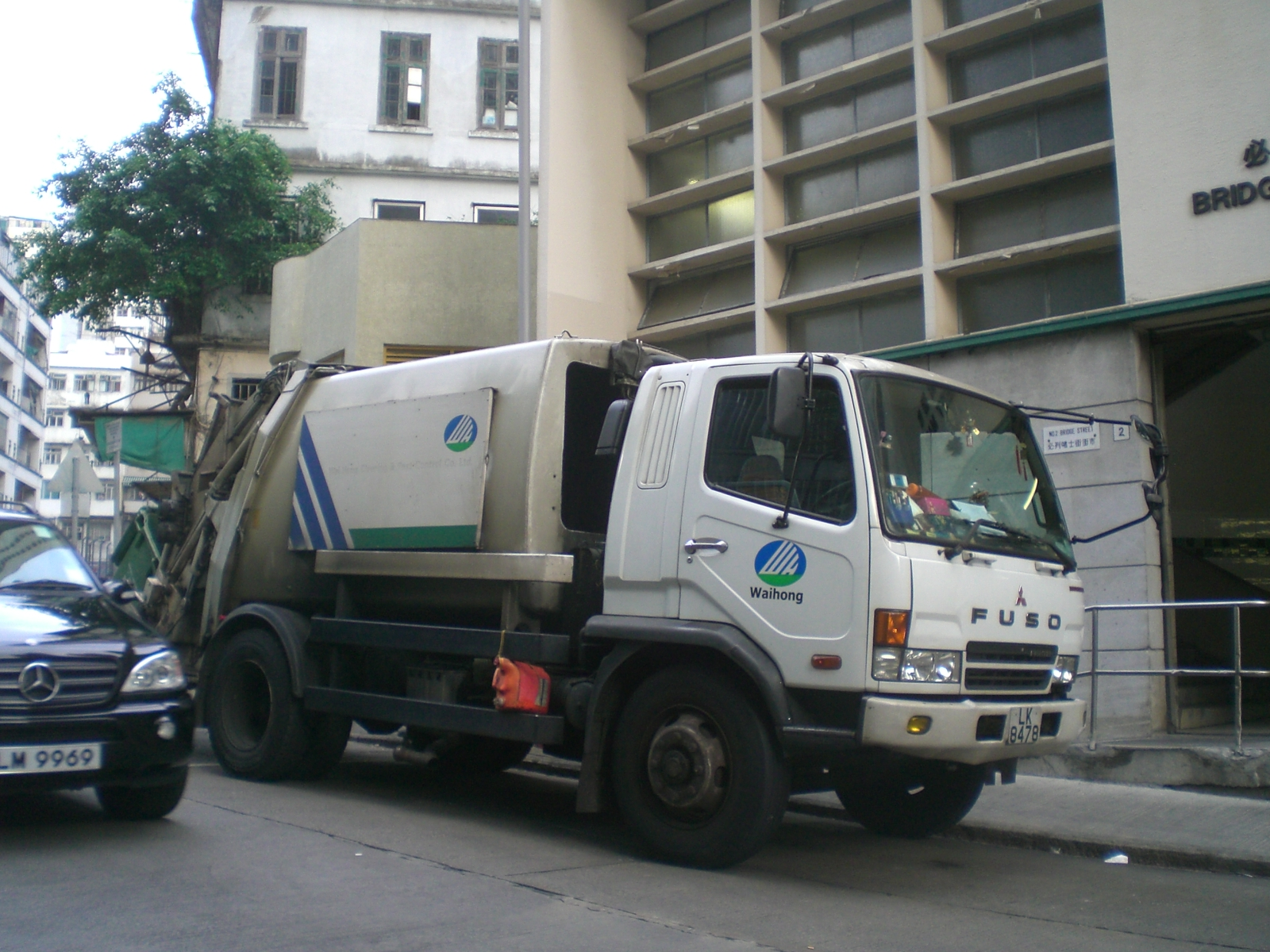
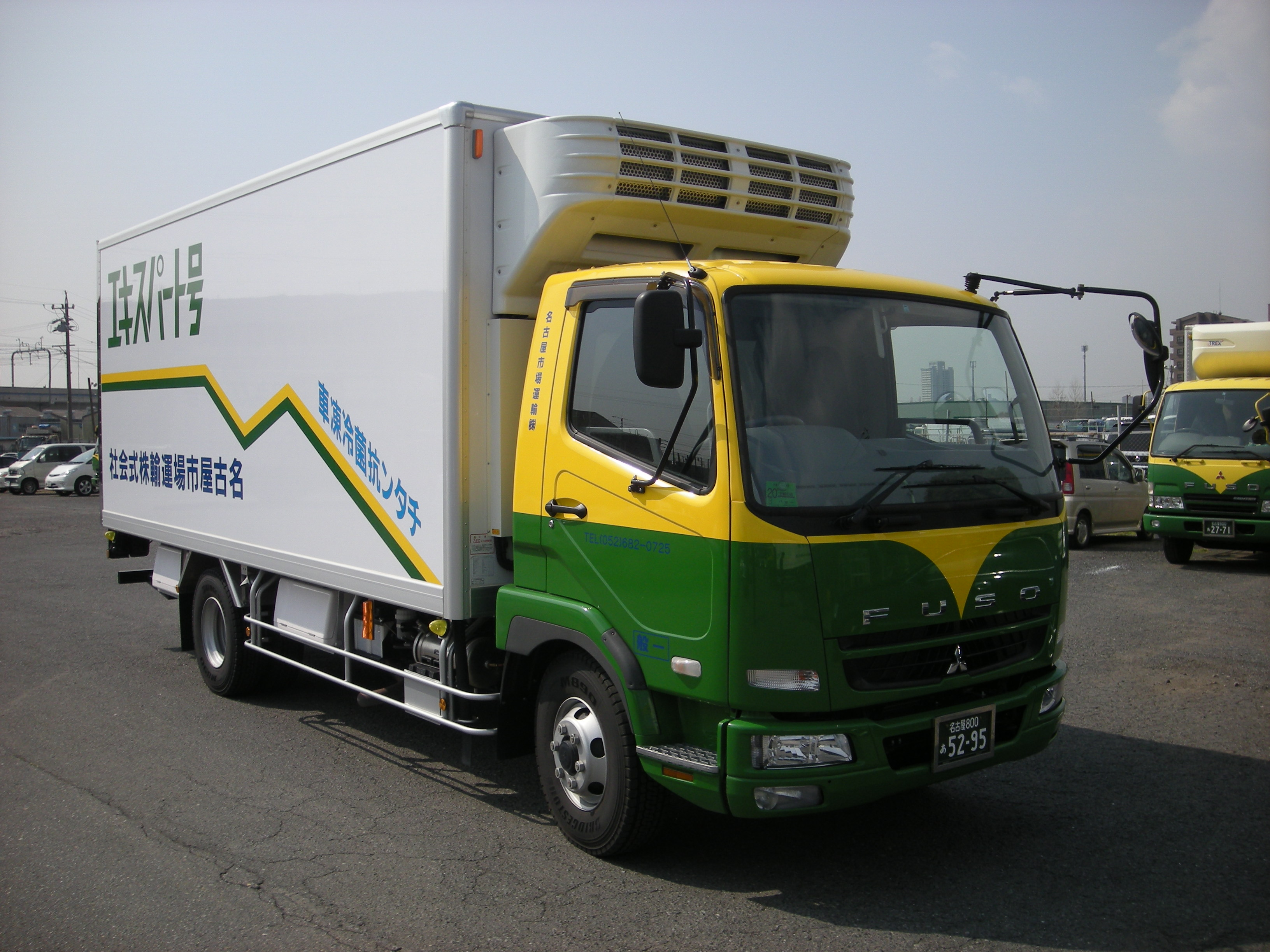
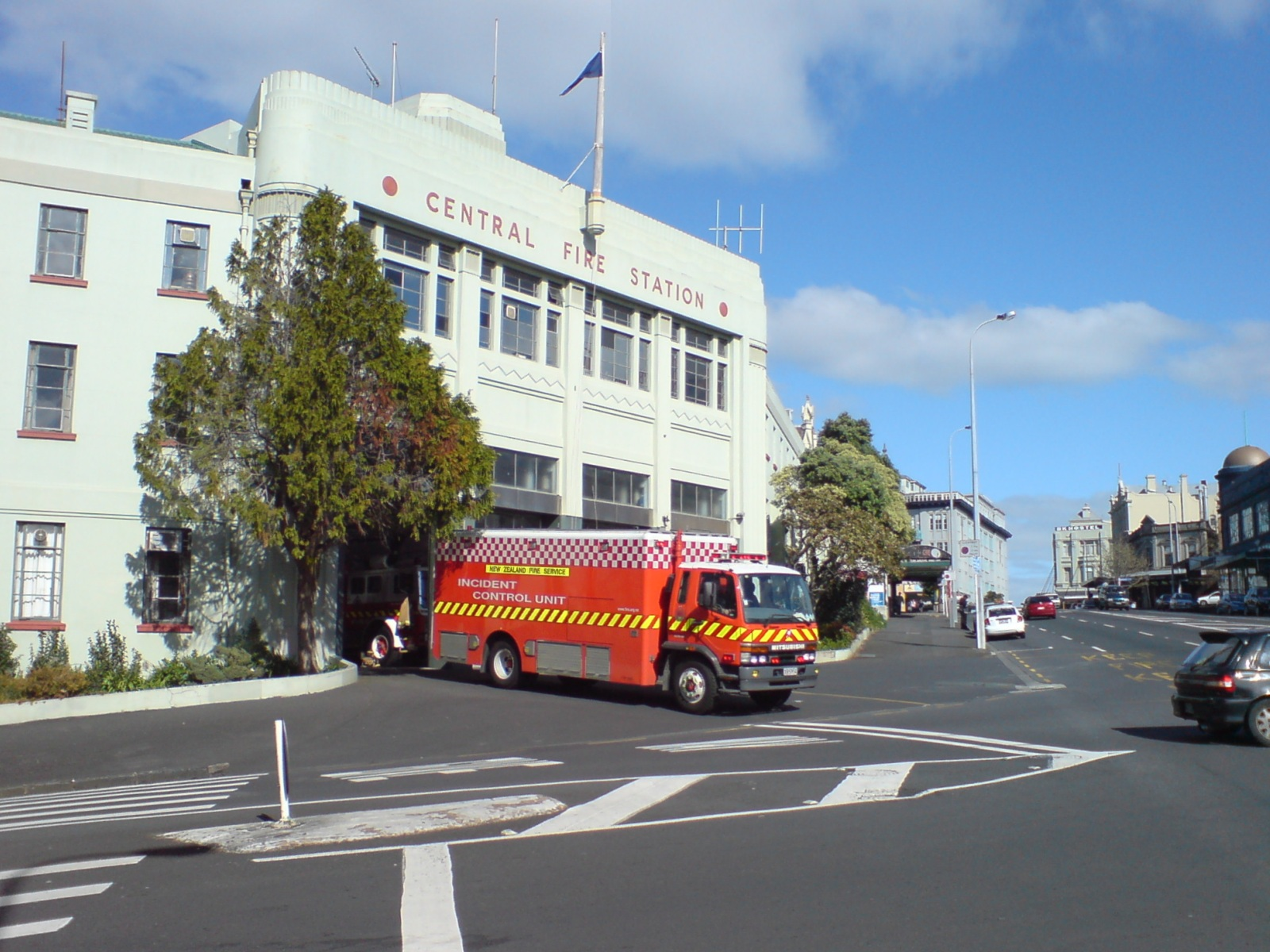
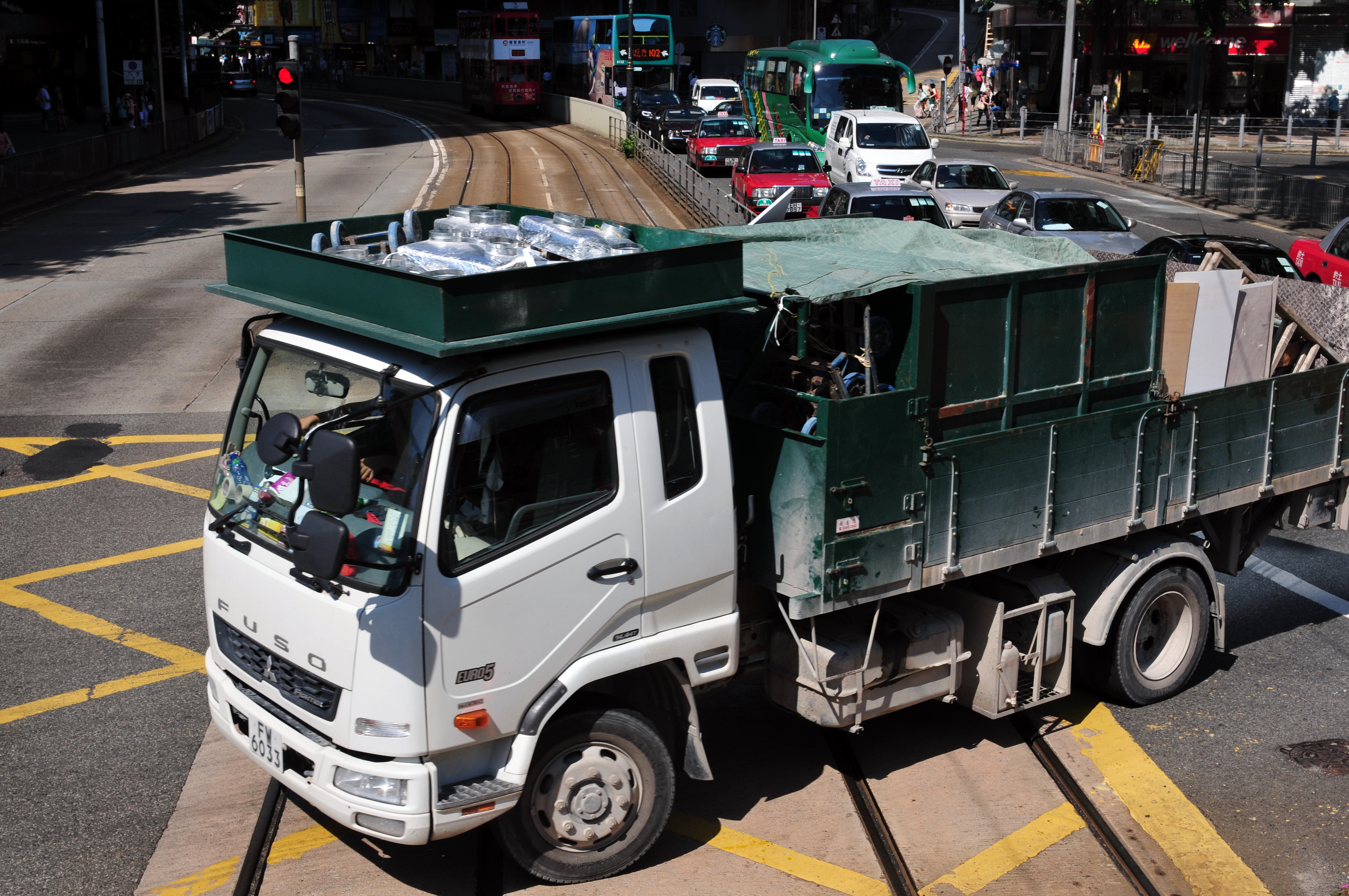